# La muerte llega a Roma
La muerte llega a Roma (título original en inglés, A Gladiator Dies Only Once) es una colección de cuentos del escritor estadounidense Steven Saylor, publicada primero por St. Martin's Press en 2005. Es el undécimo libro en su serie de misterio Roma Sub Rosa, historias ambientadas en las últimas décadas de la República Romana. El personaje principal es el detective romano Gordiano el Sabueso.

## Sinopsis
En esta su segunda colección de cuentos de la vida de Gordiano el Sabueso, el lector echa nuevos vistazos a la historia anterior del protagonista así como encuentros con varios personajes históricos como Quinto Sertorio y Lúculo.

### La esposa del cónsul
(Ambientada en el año 77 a. C.)

El cónsul Décimo Junio Bruto contrata a Gordianas, pues teme que su esposa Sempronia esté tramando con su amante matarlo.

### Si los cíclopes pudieran desaparecer en un abrir y cerrar de ojos
(Ambientada en el año 77 a. C.)

Gordiano ayuda a su hijo Eco a encontrar quién robó tres figuras de arcilla. Al final, el responsable es el gato.

### La cierva blanca
(Ambientada en el verano y el otoño del año 76 a. C.)

Gordiano viaja a Hispania para encontrar a un joven que ha huido para unirse al rebelde Quinto Sertorio.

### Algo huele mal en Pompeya
(Ambientada en el año 75 a. C.)

Gordiano viaja a Pompeya para descubrir quién ha robado a su patrono Lucio Claudio su receta de gárum.

### La tumba de Arquímedes
(Ambientada en el año 75 a. C.)

Gordiano se encuentra en Siracusa, donde busca la tumba perdida de Arquímedes. 

### Eros también mata
(Ambientada en el año 75 a. C.)

Gordiano se encuentra en Neapolis, donde intenta resolver el asesinato de un joven en el gimnasio.

### Los gladiadores mueren sólo una vez
(Ambientada en el verano y otoño del año 73 a. C.)

Una bella mujer nubia contrata a Gordiano para descubra a un gladiador supuestamente muerto. 

### Popi y el pastel envenenado
(Ambientada en el año 70 a. C.)

Un censor contrata a Gordiano porque cree que su pastel ha sido envenenado.

### Las cerezas de Lúculo
(Ambientada en la primavera del año 64 a. C.)

Mientras Lúculo espera en su mansión en las afueras de Roma a que le concedan celebrar su triunfo por las victorias en Oriente, contrata a Gordiano para descubrir un complot contra su vida; lo que acaba descubriendo es más devastador.